# Дворец Хоэнемс
Дворец Хоэнемс (нем. Palast Hohenems) — ренессансный дворец (замок) на территории австрийского города Хоэнемс (федеральная земля Форарльберг); был построен по заказу кардинала Марка Ситтиха фон Хоэнемса в период с 1562 по 1567 год по проекту итальянского архитектора Мартино Лонги. Дворец был расширен в начале XVII века графом Каспаром фон Хоэнемсом. В 1947 году дворец и произведения искусства, собранные в нём во время Второй мировой войны, сильно пострадали от пожара.

## История
Дворец Хоэнемс был построен в период с 1562 по 1567 год по заказу кардинала Марка Ситтиха фон Хоэнемса (1533—1595) по проекту итальянского архитектора Мартино Лонги Старшего. На самом трёхэтажном строении с двускатной крышей датой строительства указан 1565 год. Дворец был расширен в начале XVII века — в основном, в 1603—1610 годах — графом Каспаром фон Хоэнемсом (1573—1640). В 1840 году дворец был перестроен в казармы, а в 1882 году граф Клеменс Вальдбург-Цайль и его семья отремонтировали помещения и стали использовать их как свою резиденцию.
Во время Второй мировой войны граф Антон Ланцкороньский (Anton Lanckoroński) перевёз множество произведений искусства из своей коллекции в Вене в замок Хоэнемс — в надежде, что они будут в безопасности от бомбардировок. В 1947 году замок и коллекция сильно пострадали от пожара: точные потери определить невозможно, поскольку не проводилась полная инвентаризация собрания. Было утрачено около 120 произведений искусства. В XXI веке помещения дворца используются для размещения ресторана и зала для общественных мероприятий.